# Откович Мирослав Петрович

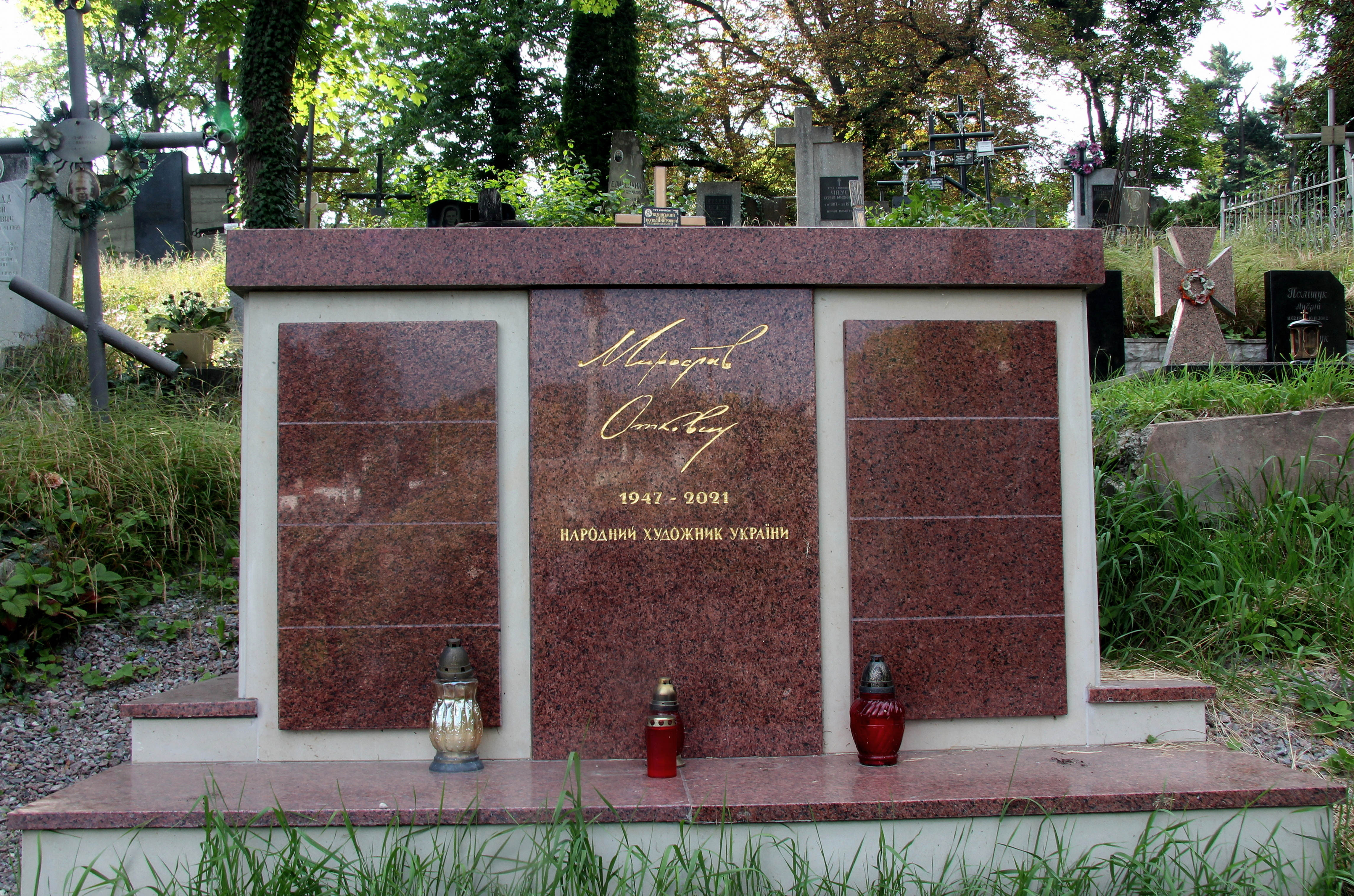
Гробівець родини Мирослава Отковича на 75 полі Личаківського цвинтаря

Миросла́в Петро́вич Откович (1 квітня 1947, Вовчухи — 26 жовтня 2021, Львів) — український художник-аквареліст, сценограф, реставратор. Член Національної спілки художників України з 1980 року, заслужений діяч мистецтв України (2001), народний художник України (2009). Старший брат мистецтвознавця Василя Отковича.

## Біографія
Народився 1 квітня 1947 року в селі Вовчухи Городоцького району Львівської області (нині Городоцька міська територіальна громада Львівського району). У 1968 році закінчив Львівське училище прикладного та декоративного мистецтва ім. І. Труша. Після закінчення училища два роки працював на одному з заводів Львова в галузі дизайну. У 1970–1980 роках працював реставратором у Національному музеї у Львові.
З 1980 року був членом Національної спілки художників України. У 1983 році очолив Львівський філіал Національного науково-дослідного реставраційного центру України. У 1986–1989 роках був членом комісії з акварелі Спілки художників СРСР.
У 1979 році працював у творчій групі «Карпати», у 1982 році — у творчій групі «Києву 1500 років», у 1986 році — у творчій групі «Естонія».
У 2001 році закінчив Львівську національну академію мистецтв. Того ж року обійняв посаду директора Національного музею у Львові, на якій перебував до 2003 року.
У 2006 році працював над обстеженням мозаїк у Софії Київській спільно з поляком Веславом Фабером. Того ж року працює над творчим проєктом «Король Данило», у наступному, 2007 році працює над творчим проєктом «Сім слів Христа на хресті».
Разом зі С. Кубівим та В. Турецьким у 2007 році заснував громадську організацію «Мистецький фонд імені Короля Данила».
Учасник всесоюзних, республіканських та зарубіжних виставок. Створив цілий ряд робіт у техніці акварелі та темпери. Учасник багатьох творчих груп в Україні та за кордоном.
Ініціатор організації професійної реставраційної освіти у Львові (відкриття відділів реставрації в Львівському коледжі декоративного та ужиткового мистецтва ім. І. Труша та Львівській Національній академії мистецтв). Автор проєкту «Реставрація іконостаса з церкви Воздвиження Чесного Хреста монастиря Скит Манявський» авторства Йова Кондзелевича (Богородчанський іконостас) — пам'ятки мистецтва національного значення.
Помер 26 жовтня 2021 року у віці 74 років у Львові. Причиною смерті став коронавірус. Був похований 28 жовтня в родинному гробівці на 75 полі Личаківського цвинтаря.

## Колективні виставки
- 1971 — виставка «100-річчя від дня народження В. Стефаника», Львів.
- 1976 — виставка молодих художників, Київ.
- 1977 — республіканська виставка акварелі, Львів.
- 1978 — V виставка акварелі, Москва.
- 1981 — республіканська виставка акварелі. Київ.
- 1983 — VI виставка акварелі, Баку.
- 1984 — виставка української акварелі (Григор'єв, М. Глущенко, Н.Купцов, М. Откович), Лондон. Велика Британія.
- 1986 — виставка акварелі, Кохтла-Ярве. Естонія.
- 1991 — Бієнале українського образотворчого мистецтва «Львів' 91- Відродження». Малярство. Графіка. Скульптура. Львів.
- 1992 — виставка українських художників в Едмонтон, Калгарі (Канада).
- 1993 — виставка українських художників в Йєльському університеті (США).
- 2000 — участь в І міжнародному мистецькому фестивалі в Магдебурзі. (Німеччина). Спільно з Тарасом Отковичем.
- 2001 — участь в II міжнародному мистецькому фестивалі в Магдебурзі. (Німеччина). Спільно з Тарасом Отковичем.
- 2002 — виставка «Образ Львова впродовж віків». Національний музей у Львові.
- 2009 — виставка «Сучасний пейзаж». Львівський палац мистецтв. Львів.
- 2012 — Спільна виставка з Тарасом та Наталією Отковичами. Львівський палац мистецтв. Львів.

## Персональні виставки
- 1977 — Львівський музей українського мистецтва.
- 1982 — виставка до 1500-річчя Києва. Спільно з Зеновієм Кецалом. Львів, Київ.
- 1987 — Музей етнографії та художнього промислу. Львів.
- 1992 — Музей етнографії та художнього промислу. Львів.
- 1997 — Національний музей у Львові. Спільно з Тарасом Отковичем.
- 2000 — Проект «Ангел». Спільно з Вітторіо д'Акунто (Італія). Національний музей у Львові.
- 2001 — Художній музей в Сяноку. (Польща). Спільно з Тарасом Отковичем.
- 2002 — Національний музей у Львові Міжнародний проект «Мистецтво без кордонів» спільно з Тарасом Отковичем і Ейшином Йозою (Японія). Національний музей у Львові.
- 2004 — Міська галерея. Ярослав. (Польща). В рамках Міжнародного фестивалю класичної музики.
- 2004 — Музей-Замок в Ланцуті. (Польща).
- 2006 — Творчий проект «Король Данило». Львівський палац мистецтв.
- 2007 — Національний музей у Львові імені Андрея Шептицького.
- 2007 — Творчий проект «Сім слів Христа на хресті», за мотивами однойменного музичного твору Йозефа Гайдна. Львівський державний академічний театр опери і балету ім. Соломії Крушельницької.
- 2007 — Український Національний музей в Чикаго (США). Спільно з Тарасом Отковичем.
- 2008 — Творчий проект «Сім слів Христа на хресті», за мотивами однойменного музичного твору Йозефа Гайдна. Національний заповідник «Софія Київська». Київ.
- 2009 — Національний заповідник «Софія Київська». Київ.
- 2011 — Творчий проект «1000 років Софії Київській». Національний заповідник «Софія Київська». Київ.
- 2012 — Творчий проект «1000 років Софії Київській». Львівський палац мистецтв. Львів.
- 2012 — Творчий проект «Сім слів Христа на хресті». Львівська обласна філармонія.
- 2014 — Творчий проект «Київська княжна Анна — королева Франції». Національний академічний український драматичний театр імені Марі́ї Заньковецької. Львів.
- 2015 — Мистецький проект «Страсті Христові». Спільно із Театральним центром «Слово і голос» (Художній керівник Н. Половинка). Церква Пресвято́ї Євхаристії. Львів.

## Сценографія
- 2012 — «Панахида за померлими з голоду». Автор Євген Станкович. Академічний симфонічний оркестр Львівської філармонії, Галицький академічний камерний хор, Мішаний хор Львівського державного музичного училища імені С. Людкевича. Львів. Концертний зал ім. С. Людкевича.
- 2013 — кантата «Сім слів Христа на Хресті». Автор Джеймс МакМіллан (Шотландія). Хор та оркестр Заслуженої академічної капели «Трембіта». Львів. Концертний зал ім. С. Людкевича.